# ساكن الحرج الأخضر اللامع
ساكن الحرج الأخضر اللامع (الاسم العلمي: Bebearia barce)، نوع من الفراشات التي تتبع جنس ساكن الحرج وفصيلة الحورائيات.
يوجد في غينيا وسيراليون وليبيريا وساحل العاج وغانا ونيجيريا والكاميرون وغينيا الاستوائية وجمهورية الكونغو وجمهورية الكونغو الديمقراطية وأوغندا. يألف الغابات.
تنجذب الفراشات البالغة منه إلى الفواكه الساقطة.
وتتغذى يرقاته على أنواع من نبات Hypselodelphys.

## النويعات
- Bebearia barce barce (غينيا وسيراليون وليبيريا وساحل العاج وغانا)
- Bebearia barce maculata (Aurivillius, 1912) (نجيريا، الكاميرون، أوغندا، الكونغو، جمهورية الكونغو الديمقراطية)